# Elkington Molivakarua
Selwyn Vatu (3 de marzo de 1993) es un futbolista vanuatuense que juega en la demarcación de centrocampista para el Tafea FC de la VFF Champions League.

## Selección nacional
Hizo su debut con la selección absoluta de Vanuatu el 23 de noviembre de 2017 en un encuentro amistoso contra Estonia que finalizó con un resultado de 0-1 a favor del combinado estonio tras el gol de Frank Liivak.

## Clubes
| Club                  | País               | Año       | Partidos | Goles |
| --------------------- | ------------------ | --------- | -------- | ----- |
| Hekari United FC      | Papúa Nueva Guinea | 2015-2016 | 1        | 0     |
| Ifira Black Bird FC   | Vanuatu            | 2016      |          |       |
| Tupuji Imere FC       | Vanuatu            | 2017      |          |       |
| Erakor Golden Star FC | Vanuatu            | 2018      | 3        | 1     |
| Malampa Revivors FC   | Vanuatu            | 2018-2019 | 3        | 1     |
| Tafea FC              | Vanuatu            | 2019      |          |       |
| Tupuji Imere FC       | Vanuatu            | 2019-2020 |          |       |
| Ifira Black Bird FC   | Vanuatu            | 2020-2022 |          |       |
| Tafea FC              | Vanuatu            | 2022-     |          |       |